# Tomelilla (comuna)
Tomelilla (em sueco: Tomelillas kommun) é uma comuna da Suécia localizada no condado de Escânia. Sua capital é a cidade de Tomelilla. Tem 396 quilômetros quadrados e pelo censo de 2018, havia 13 557 habitantes.